# AEK Athény (fotbal)
AEK Athény (též AEK Athény FC či zkráceně AEK FC) jsou řecký fotbalový klub z Athén. Klub hrál v letech 1927 až 2013 nepřetržitě nejvyšší fotbalovou soutěž v Řecku, řeckou Superligu, v roce 2013 byl kvůli finančním problémům přesunut do třetí nejvyšší soutěže Gamma Ethniki. Od roku 2015 jsou zpět v nejvyšší lize.
Klub založili v roce 1924 uprchlíci z Istanbulu po prohrané řecko-turecké válce, proto má v názvu Konstantinoupoleos a tradiční symbol Konstantinopole, černého dvouhlavého orla na žlutém pozadí.
V roce 2013 AEK poprvé v historii sestoupil z nejvyšší soutěže (podle postavení v tabulce by se zachránil, ale dodatečně mu byly odečteny tři body za výtržnosti fanoušků v utkání s Panathinaikosem). Kvůli vysokým dluhům se vedení klubu rozhodlo rezignovat na účast ve druhé lize a přihlásilo se do amatérské třetí ligy. V roce 2015 se klub do nejvyšší soutěže vrátil a obsadil třetí místo po základní části (čtvrté celkově), kterým si zajistil účast v pohárové Evropě, navíc získal vítězství v domácím poháru.

## Úspěchy
- 12× mistr Řecka: 1939, 1940, 1963, 1967–68, 1970–71, 1977–78, 1978–79, 1989, 1991–92, 1992–93, 1993–94, 2017–18
- 16× vítěz poháru: 1932, 1939, 1949, 1950, 1956, 1964, 1966, 1978, 1983, 1996, 1997, 2000, 2002, 2011, 2016, 2023
- 1× vítěz řeckého ligového poháru (1990)[4]
- semifinalista Poháru UEFA 1976/77

## Známí hráči
Thomas Mavros, Dušan Bajević, František Štambachr, Mimis Papaioannou, Christo Bonev, Traianos Dellas, Vassilios Tsiartas